# Trichoniscus riparius
Trichoniscus riparius är en kräftdjursart som beskrevs av Semenkewitsch 1931. Trichoniscus riparius ingår i släktet Trichoniscus och familjen Trichoniscidae. Utöver nominatformen finns också underarten T. r. tumidisetosus.